# Pilar Andrés de Pablo
Pilar Andrés de Pablo (Zaragoza, 27 de octubre de 1921-28 a diciembre de 2006), conocida como Pilarín Andrés, fue una soprano española.

## Biografía
Inició sus estudios en el Conservatorio de Música de Zaragoza, siendo alumna de solfeo de Ramón Salvador y de piano de Julieta Bel, determinando ambos la calidad de su voz. Después de finalizar sus estudios brillantemente comenzó a cantar bajo la dirección del maestro José Borobia en "La Agrupación Artística Aragonesa". Cuando contaba veinte años tuvo la suerte de que se instalara en Zaragoza la gran soprano y profesora de canto Luisa Pierrick, que había sido la descubridora, mentora y artífice de ese fenómeno que fue el gran tenor, Miguel Fleta. Pilarín Andrés no perdió la  oportunidad de perfeccionar sus estudios y consiguió aprender su depurada técnica; recibiendo también estudios de foniatría en Barcelona con el eminente doctor Colomer Pujol (gran amigo y admirador sempiterno de Miguel Fleta).
Tras un año de estudios con Luisa Pierrick, debutó en 1941 con gran éxito en el Teatro Principal de Zaragoza, comenzando así su carrera como soprano en la que alternó la ópera con la zarzuela. Desde el primer momento figuró en los carteles con el diminutivo por el que siempre la habían conocido familiares y amigos: "Pilarín". La obra con la que comenzó su andadura teatral fue Doña Francisquita, con un gran triunfo, refrendado con Marina, que siempre se tuvo como una de sus mejores creaciones. Ante las constantes reseñas periodísticas ensalzándola aparecidas en Madrid, el maestro Federico Moreno Torroba, asistió en Zaragoza a una representación de doña Francisquita para escucharla cantar y quedó prendado de su voz, haciéndole firmar un contrato como soprano de su compañía, compartiendo elenco con cantantes como Pepita Embil y Plácido Domingo Ferrer (padres del eminente tenor español) y también el mítico barítono Marcos Redondo. Moreno Torroba la contrató para llevar por Valencia sus zarzuelas: Sor Navarra, Maravilla y Montecarmelo. 
En 1945 completó su formación matriculándose en el Real Conservatorio Superior de Música de Madrid, donde obtuvo el Premio Extraordinario Fin de Carrera.
En este mismo año estrenó, también de Moreno Torroba la zarzuela Lolita Dolores en el teatro Calderón de Madrid junto a Marcos Redondo, con el que inició una colaboración artística que sólo se rompió con la retirada del cantante. Con la compañía de Francisco Bosch cantó en Valencia El cantar del arriero y en 1949 volvió al teatro Calderón de Madrid para estrenar también La Perla de Embajadores del maestro Moraleda y Peñamarina de Jesús Guridi. En 1953, junto a Marcos Redondo y el tenor aragonés Mariano Ibars, estrenó en el Teatro Campoamor de Oviedo, la zarzuela, que sería otro de sus grandes éxitos, El gaitero de Gijón, del maestro Jesús Romo, del cual existe registro sonoro, y en Valencia la Romanza húngara de Dotras Vila.
Durante la década de los años cuarenta y cincuenta del siglo XX la actividad de la soprano fue muy intensa, con más de veinte estrenos entre óperas y zarzuelas. Cabe destacar su presentación en Barcelona con Doña Francisquita junto al tenor Emilio Vendrell, El Conde Montal con Marcos Redondo en Oviedo, La Tabernera del Puerto en San Sebastián, bajo la dirección de su autor, Pablo Sorozábal y de El Caserío en Bilbao, también dirigida por su autor, Jesús Guridi, 
Aunque su dedicación fundamental fue la zarzuela grande, también hizo alguna incursión en el género chico. De Arrieta cantó La guerra santa, y en su última actuación en España, que tuvo lugar en Zaragoza, interpretó Gigantes y cabezudos con el Orfeón Donostiarra. Durante estos años alternó la zarzuela con la ópera, destacando sus creaciones de Gilda de Rlgoletto de Verdi y de Rossina de Et Barbero de Sevilla de Rossini.
En el ano 1960, comenzó una gira con la compañía de Faustino García por varios países hispanoamericanos. Antes de partir se había despedido del público zaragozano con un memorable concierto en el Palacio de La Aljaferia con obras de Scarlatti, Mozart y Bizet. De dicha gira hispanoamericana destaca su interpretación de Marina de Emilio Arrieta en Medellín (Colombia) y un recital en el Teatro Colón de Buenos Aires, La gira duró cinco años, en las que alternó sus actuaciones con clases de canto y foniatría en varios conservatorios americanos, de los cuales rechazó las cátedras de canto que le ofrecieron por la nostalgia que sentía de España.
Tras su regreso a España se tuvo que operar de una amigdalitis que le provocó un edema, impidiéndole cantar durante varios años. Con el tesón y la viveza que le caracterizaban y poniendo en práctica sus conocimientos de foniatría volvió a cantar, aunque ya sin volver a los escenarios, Al quedar viuda del empresario teatral, Emilio Moreno, con el que se había casado en 1951, ganó la cátedra de canto, como profesora emérita, del Conservatorio de Zaragoza, cargo que ocupó entre los años 1975 y 1986. Entre sus alumnos se encuentran destacadas voces aragonesas como las sopranos Mª Carmen Rodríguez Arceiz, Estrella Cuello, Pilar Torreblanca, la mezzosoprano Pilar Márquez, el cantautor Eduardo Paz, del grupo musical La Bullonera y Eva Amaral. Eva se dirigió a ella por recomendación de su profesora, alumna de Doña Pilar. Tras decirle que su meta no era el canto lírico sino el pop/rock, la desestimó, dejándole realizar la prueba como medida de cortesía. Al oírla cambió de parecer y, tras comprobar que su alumna no podía costearse el precio de sus clases, las rebajó para que Eva pudiera asistir igualmente. 
A pesar de su largo retiro de los escenarios, el final definitivo de su carrera, tras veinticinco años de triunfos, fue un concierto en la catedral alemana de Hamburgo, en el año 1976, en el que interpretó la Misa en La mayor de Juan Sebastián Bach,
Recibió multitud de distinciones a lo largo de su vida, entre las que cabe destacar el Premio Nacional Amadeo Vives, el cual recibió en dos ocasiones (1952 y 1954), y que el Ayuntamiento de Zaragoza, decidió dedicarle en vida una calle con su nombre (Calle Pilar Andrés - 50015 Zaragoza - España)
Pilarín Andrés falleció en su dudad natal, Zaragoza, el 27 de diciembre de 2006. La Asociación de Amigos de la Música de Zaragoza, el 12 de marzo de 2008, en el Salón de Actos de la Caja de Ahorros de la Inmaculada de Zaragoza, evocó su recuerdo imborrable, en el aniversario de su muerte, con un concierto de ópera y zarzuela por el cuadro lírico de ja Asociación, bajo la dirección musical del maestro Emilio Belaval, que presentó la locutora de radio, Conchita Carrillo.

## Discografía
- El gaitero de Gijón (Selección: Canto a Asturias; Habanera de los Regalos;  Dúo de Cova y Fabián). Barcelona: Compañía del Gramófono Odeón, [1954]. Dirección; Jesús Romo. Intérpretes Pilarín Andrés, Juan Gual, Jerónimo Vilardell y Enrique Esteban. Enlace Youtube: Dúo de Fabián y Cova 'Donde he llegado con mis palabras (1954)